# Muchia
Muchia es un género extinto de sinápsidos teriodontos que vivieron en el Pérmico Superior en lo que ahora es Rusia. Sus restos fósiles se encontraron en la Óblast de Kírov. El género y la especie tipo, Muchia microdenta, fueron nombrados oficialmente en 2011 por Mikhail F. Ivakhnenko. Solo se ha encontrado un fragmento de mandíbula, por lo que su situación taxonómica dentro de los terocéfalos es incierta.